# Sick Love Song
«Sick Love Song» es una canción de la banda estadounidense de heavy metal Mötley Crüe, lanzada en su álbum recopilatorio de 2005 Red, White & Crüe. Escrita por el bajista Nikki Sixx y colaborador James Michael, "Sick Love Song" fue una de las pocas canciones nuevas y la banda grabó este tema especialmente para este álbum, y alcanzó el puesto #22 en las listas de Mainstream rock.

## Lista de canciones
1. «Sick Love Song»
2. «Live Wire» (Leathür Records Version)
3. «Take Me To the Top» (Leathür Records Version)
4. «Sick Love Song» [Video]

## Personal
- Vince Neil - Voz
- Mick Mars - Guitarra
- Nikki Sixx - Bajo
- Tommy Lee - Batería
- DJ Ashba - Guitarra